# Tour de Pologne 2005
La 62e édition du Tour de Pologne a eu lieu du 12 au 18 septembre 2005. Il s'agissait de la 24e épreuve de l'UCI ProTour 2005. Le Luxembourgeois Kim Kirchen (Fassa Bortolo), vainqueur de la septième étape, a remporté l'épreuve.
L'introduction de cette course dans le calendrier du ProTour a permis d'attirer des coureurs cyclistes de renommée internationale.

## Équipes engagées
| N.      | Code | Équipe                |
| ------- | ---- | --------------------- |
| 1-8     | LPR  | Phonak                |
| 11-18   | DVL  | Davitamon-Lotto       |
| 21-28   | RAB  | Rabobank              |
| 31-37   | CSC  | CSC                   |
| 41-48   | SDV  | Saunier Duval-Prodir  |
| 51-58   | FAS  | Fassa Bortolo         |
| 61-66   | C.A  | Crédit agricole       |
| 71-77   | LSW  | Liberty Seguros-Würth |
| 81-88   | DSC  | Discovery Channel     |
| 91-98   | TMO  | T-Mobile              |
| 101-108 | COF  | Cofidis               |

| N.      | Code | Équipe                |
| ------- | ---- | --------------------- |
| 111-118 | GST  | Gerolsteiner          |
| 121-128 | LIQ  | Liquigas-Bianchi      |
| 131-138 | QST  | Quick Step-Innergetic |
| 141-145 | IBB  | Illes Balears-Banesto |
| 151-158 | LAM  | Lampre-Caffita        |
| 161-168 | BTL  | Bouygues Telecom      |
| 171-178 | SDM  | Domina Vacanze        |
| 181-188 | FDJ  | La Française des jeux |
| 192-198 | EUS  | Euskaltel-Euskadi     |
| 201-208 | MIC  | Miche                 |
| 211-218 | INT  | Intel-Action          |

## Parcours et étapes
| Détail    | Date         | Villes étapes              | Distance | Vainqueur d'étape | Leader du classement général |
| 1re étape | 12 septembre | Gdańsk - Elbląg            | 150      | Baden Cooke       | Baden Cooke                  |
| 2e étape  | 13 septembre | Tczew - Olsztyn            | 227      | Daniele Bennati   | Luca Paolini                 |
| 3e étape  | 14 septembre | Ostróda - Bydgoszcz        | 212      | Jaan Kirsipuu     | Luca Paolini                 |
| 4e étape  | 15 septembre | Inowrocław - Leszno        | 213      | Daniele Bennati   | Luca Paolini                 |
| 5e étape  | 16 septembre | Wrocław - Szklarska Poreba | 212      | Fabian Wegmann    | Luca Paolini                 |
| 6e étape  | 17 septembre | Piechowice - Karpacz       | 153      | Pieter Weening    | Pieter Weening               |
| 7e étape  | 18 septembre | Jelenia Góra - Karpacz     | 61       | Kim Kirchen       | Kim Kirchen                  |
| 8e étape  | 18 septembre | Jelenia Góra - Karpacz     | 19 (clm) | Thomas Dekker     | Kim Kirchen                  |

## Classements finals

### Classement général
|    | Cycliste          | Pays               | Équipe                |    | Temps            |
| -- | ----------------- | ------------------ | --------------------- | -- | ---------------- |
| 1  | Kim Kirchen       | Luxembourg         | Fassa Bortolo         | en | 32 h 11 min 58 s |
| 2  | Pieter Weening    | Pays-Bas           | Rabobank              | +  | 5 s              |
| 3  | Thomas Dekker     | Pays-Bas           | Rabobank              |    | 11 s             |
| 4  | Thomas Lövkvist   | Suède              | La Française des jeux |    | 18 s             |
| 5  | Danilo Di Luca    | Italie             | Liquigas-Bianchi      |    | 34 s             |
| 6  | Michael Boogerd   | Pays-Bas           | Rabobank              |    | 1 min 04 s       |
| 7  | Jan Hruška        | République tchèque | Liberty Seguros-Würth |    | 2 min 14 s       |
| 8  | Marek Rutkiewicz  | Pologne            | Intel-Action          |    | 2 min 43 s       |
| 9  | Sylvain Chavanel  | France             | Cofidis               |    | 2 min 52 s       |
| 10 | José Luis Rubiera | Espagne            | Discovery Channel     |    | 3 min 03 s       |

| Pos | Coureur        | Équipe        | Pts |
| --- | -------------- | ------------- | --- |
|     | Kim Kirchen    | Fassa Bortolo | 70  |
| 2   | Danilo Di Luca | Liquigas      | 67  |
| 3   | Thomas Dekker  | Rabobank      | 65  |

| Pos | Coureur            | Équipe                | Pts |
| --- | ------------------ | --------------------- | --- |
|     | Bartosz Huzarski   | Intel-Action          | 34  |
| 2   | Rubens Bertogliati | Saunier Duval-Prodir  | 26  |
| 3   | Jesus Hernandez    | Liberty Seguros-Würth | 12  |

### Classement des sprints intermédiaires
| Pos | Coureur          | Équipe       | Pts |
| --- | ---------------- | ------------ | --- |
|     | Robert Förster   | Gerolsteiner | 21  |
| 2   | Bartosz Huzarski | Intel-Action | 4   |
| 3   | Sylvain Chavanel | Cofidis      | 3   |

## Évolution des classements
| Étape (Vainqueur)          | Classement général | Classement de la montagne | Classement par points | Classement sprints | Classement par équipes |
| -------------------------- | ------------------ | ------------------------- | --------------------- | ------------------ | ---------------------- |
| 1re étape (Baden Cooke)    | Baden Cooke        | Bartosz Huzarski          | Baden Cooke           | Robert Förster     | Domina Vacanze         |
| 2e étape (Daniele Bennati) | Luca Paolini       | Bartosz Huzarski          | Luca Paolini          | Robert Förster     | Domina Vacanze         |
| 3e étape (Jaan Kirsipuu)   | Luca Paolini       | Bartosz Huzarski          | Luca Paolini          | Robert Förster     | Phonak                 |
| 4e étape (Daniele Bennati) | Luca Paolini       | Bartosz Huzarski          | Luca Paolini          | Robert Förster     | Quick Step-Innergetic  |
| 5e étape (Fabian Wegmann)  | Luca Paolini       | Johan Vansummeren         | Luca Paolini          | Robert Förster     | Rabobank               |
| 6e étape (Pieter Weening)  | Pieter Weening     | Bartosz Huzarski          | Jaroslaw Zarebski     | Robert Förster     | Rabobank               |
| 7e étape (Kim Kirchen)     | Kim Kirchen        | Bartosz Huzarski          | Kim Kirchen           | Robert Förster     | Rabobank               |
| 8e étape (Thomas Dekker)   | Kim Kirchen        | Bartosz Huzarski          | Kim Kirchen           | Robert Förster     | Rabobank               |
| Classements finals         | Kim Kirchen        | Bartosz Huzarski          | Kim Kirchen           | Robert Förster     | Rabobank               |